# Erzeberg (Elbenberg)
Der Erzeberg ist eine 392,8 m ü. NHN hohe und nahezu vollständig bewaldete Basaltkuppe bei Riede, einem Ortsteil der Gemeinde Bad Emstal, aber in der Gemarkung von Elbenberg, einem Stadtteil von Naumburg, beide im nordhessischen Landkreis Kassel (Deutschland).

## Geographie

### Lage
Der Berg befindet sich im Naturpark Habichtswald nordwestlich von Riede. Weiter entfernt im Umkreis liegen der Bad Emstaler Ortsteil Merxhausen im Nordosten und die beiden Naumburger Stadtteile Elbenberg im Nordwesten und Altendorf im Westen. Die Kreisstraße 111 (Elbenberger Straße) verläuft in langem Bogen entlang seiner Ost- und Nordflanke von Riede nach Elbenberg.
Etwa 600 m südöstlich erhebt sich der Gipfel des Klauskopfs (413,7 m), auf dem seit 1857 der steinerne Aussichtsturm Klauskopfturm steht und an dessen Südosthang das Dorf und das Schloss Riede liegen. Der Sattel zwischen Erzeberg und Klauskopf, über den die Gemarkungsgrenze zwischen Elbenberg und Riede verläuft, ist nur etwa 30 m niedriger als der Gipfel des Erzebergs, sodass man letzteren beinahe als Nebengipfel des Klauskopfs betrachten kann. Weitere Nachbarberge sind der rund 4,5 km entfernte Hardtkopf (363,8 m) bei Elbenberg im Nordwesten und der 358,5 m hohe Südostausläufer, Käsebusch genannt, des Kuhbergs (403,9 m) im Norden.
Entlang der Nordflanke des Erzebergs, zwischen diesem und dem Südostausläufer des Kuhbergs, fließt der von Elbenberg herbeikommende Stellbach, der dann nach Unterqueren der Bundesstraße 450 zwischen Merxhausen und Riede nördlich der Weißenthalsmühle in den Eder-Nebenfluss Ems mündet. Nach Südwesten verläuft ein kleiner, zumeist trockenliegender Bach, der die ebenfalls zur Eder fließende Elbe speist.

### Naturräumliche Zuordnung
Der Erzeberg gehört in der naturräumlichen Haupteinheitengruppe Westhessisches Berg- und Senkenland (Nr. 34), in der Haupteinheit Ostwaldecker Randsenken (341) und in der Untereinheit Naumburger Senken und Rücken (341.4) zum Naturraum Elberberger Höhen (341.42). Nach Westen fällt die Landschaft in den Naturraum Elbergrund (341.41) ab. Durch das nördlich des Berges gelegene Tal des Stellbachs fällt sie nach Osten in den Naturraum Fritzlarer Börde (343.23) ab, der in der Haupteinheit Westhessische Senke (343) zur Untereinheit Hessengau (343.2) zählt.